# 新泰市实验中学
新泰市实验中学是一所公立初级中学，位于山东省泰安市新泰市杏山路，占地6万余平方米，现有学生5000余人。